# Mole (potrawa)
Mole – tradycyjna, jedna z popularnych potraw kuchni meksykańskiej. Rodzaj pikantnego sosu przygotowanego na bazie rozmaitych odmian papryki, czasem z nutą słodyczy, czasem na kwaśno, zagęszczone kukurydzą, orzeszkami ziemnymi, orzechami włoskimi, migdałami i pestkami dyni. Z wielu istniejących wariantów najpopularniejszym jest mole poblano pochodzące z miejscowości Puebla, ale znane i lubiane również w całym kraju. Innymi rodzajami tradycyjnego mole są: mole blanco, mole almendrado, mole colorado, mole amarillo, mole rojo.
Od czasów prehiszpańskich mole symbolizuje celebracje, ponieważ było i jest podawane jako jedno z głównych dań podczas uroczystości narodowych, religijnych, urodzin, pogrzebów. Jest jednym z dań pochodzenia prekolumbijskiego, które jest obecne jest w meksykańskiej kuchni. Uważane jest na całym świecie za symbol meksykańskiej kultury i tradycji.

## Historia
Prawdziwe pochodzenie mole sięga aż do epoki przedkolumbijskiej. O mole po raz pierwszy napisał Fray Bernardino de Sahagún w Historia General de las Cosas de la Nueva España jako o gulaszu przygotowanym z sosem chili caldosa, zwanym chilmulli lub chilmole, który składany był potem w ofierze bogom podczas uroczystości religijnych.
Jak pisze Osorio-Mrożek według legendy, mole poblano (wiejskie), lub mole z indyka, duma kuchni meksykańskiej, zostały po raz pierwszy przyrządzone przez siostrę Andreę, zakonnicę z klasztoru świętej Róży w mieście Puebla de los Angeles.
Inna, bardziej szczegółowa wersja o pochodzeniu mole mówi, że został stworzony w XVII wieku w mieście Puebla przez dominikankę Andreę de la Asunción w klasztorze Santa Rosa, dla wicekróla Tomasza Antonio de Serna, który przejeżdżał przez miasto i który zachwycił się tym wyjątkowym daniem.
Legenda głosi, że Juan de Palafox, wicekról Nowej Hiszpanii i arcybiskup Puebla, odwiedził swoją diecezję, a wiejski klasztor zaoferował mu ucztę, o którą zadbali kucharze ze wspólnoty zakonnej. Szefem kuchni był ojciec Pascual, który tego dnia chodził po kuchni i wydawał rozkazy, ponieważ spodziewał się ważnej wizyty. Ojciec Pascual był podobno wyjątkowo zdenerwowany i zaczął strofować swoich asystentów z powodu bałaganu panującego w kuchni. Sam zaczął układać wszystkie składniki i tak się spieszył, że potknął się tuż przed garnkiem gdzie gotowana była potrawa To właśnie tam trafiały chili, kawałki czekolady i przeróżne przyprawy, psując jedzenie, które miał otrzymać wicekról. Ojciec Pascual był tak przestraszony, że zaczął modlić się, gdy powiedziano mu, że goście już siedzą przy stole. Jakiś czas później sam nie mógł w to uwierzyć, gdy wszyscy chwalili dane powstałe z wypadku.

## Przygotowanie
Aby przygotować mole z indyka należy podsmażyć, nie przypalając, chili w 30 dag smalcu, następnie wrzucić je do wrzątku, żeby zmiękły. W tym samym tłuszczu, w którym smażyły się chili, usmażyć cebulę i czosnek, aż się zeszklą, dodać tortille, chleb, rodzynki, migdały, połowę sezamu, anyżek, goździki, cynamon, pieprz, czekoladę i pomidory, wszystko dokładnie wymieszać. Dodać osączone chili i smażyć jeszcze przez dwie, trzy minuty. Sos przetrzeć przez sito razem z wywarem, w którym gotował się indyk. W dużym garnku roztopić resztę tłuszczu, dodać sos i gotować przez 5 minut, doprawić solą i cukrem. Teraz dodać kawałki indyka i podawać w tym samym garnku, przybrane resztą prażonego sezamu. Dodatkiem do tego dania może być ryż po meksykańsku lub frijoles refritos.